# Luigi Acerbi

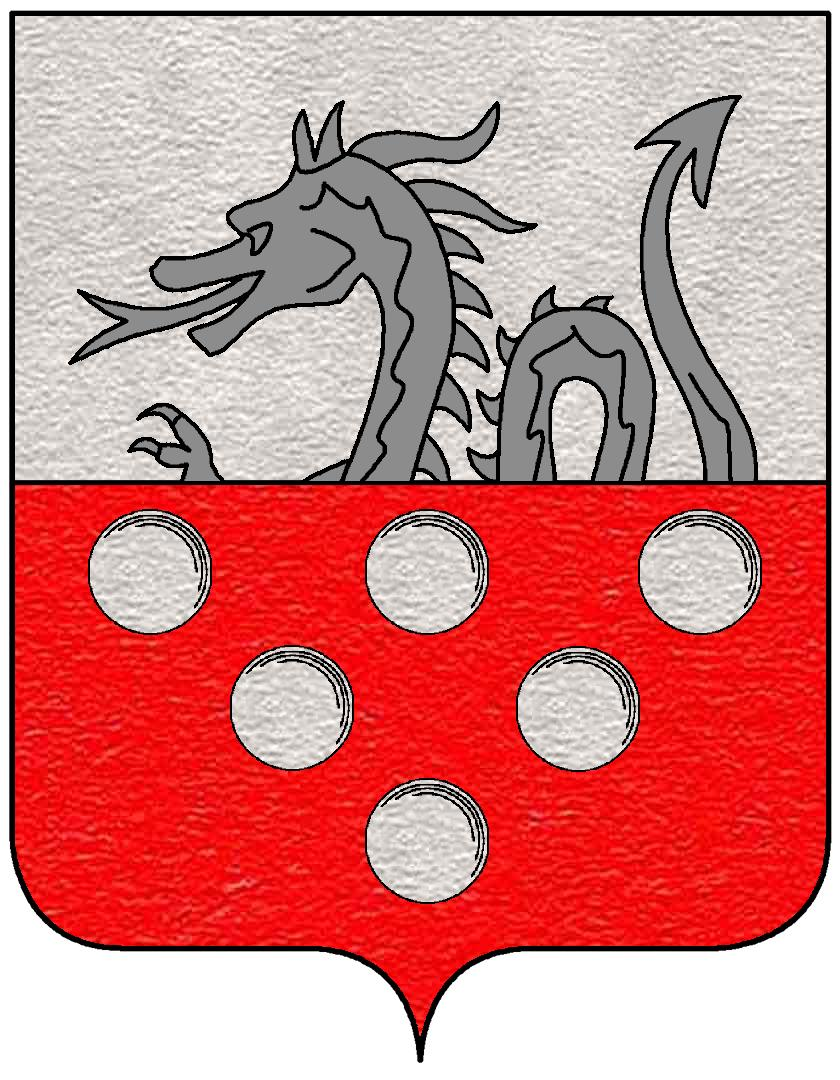
Stemma Acerbi

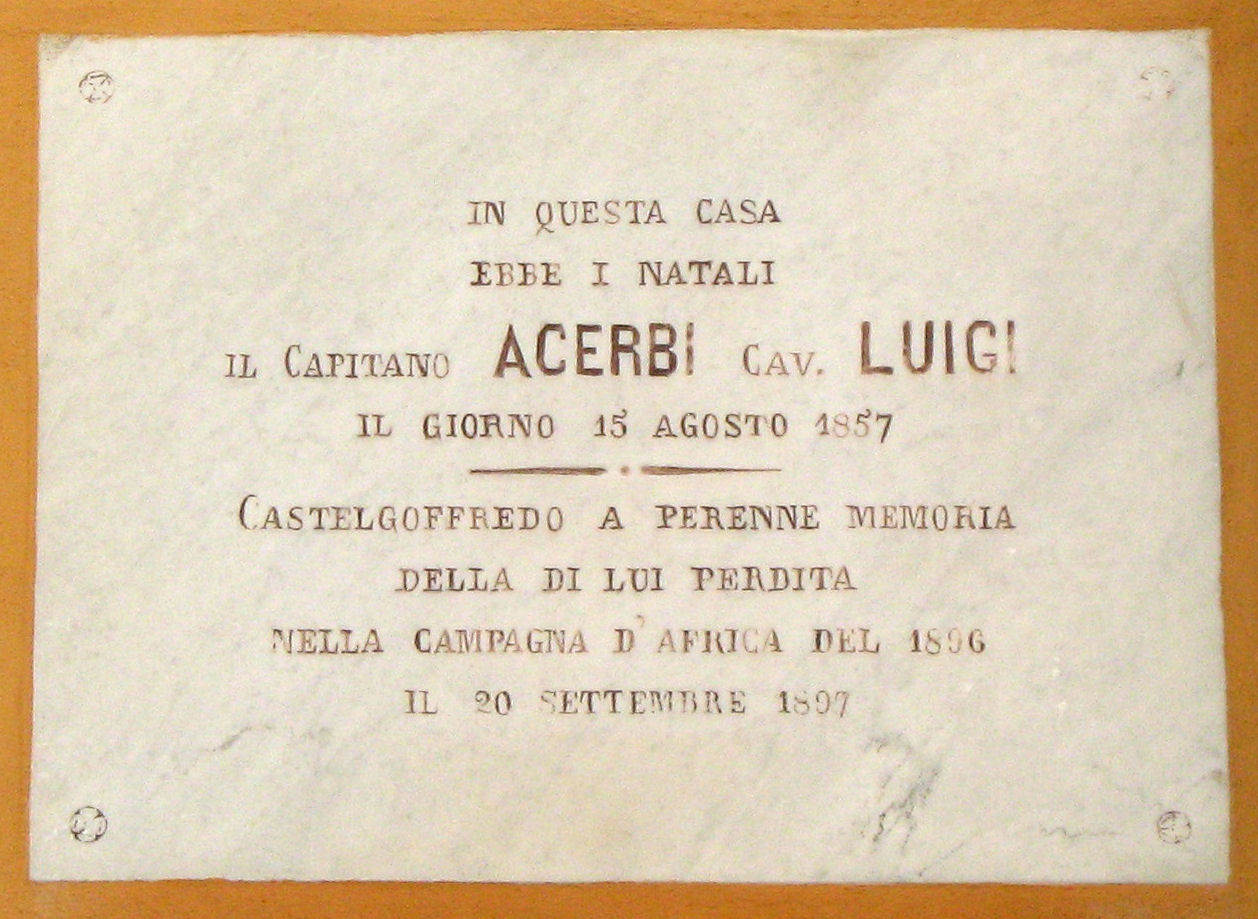
Castel Goffredo, lapide a Luigi Acerbi

Luigi Acerbi (Castel Goffredo, 15 agosto 1857 – Adua, 1º marzo 1896) è stato un militare italiano.

## Biografia
Nato dalla famiglia che aveva dato al Risorgimento italiano illustri esponenti (tra questi il generale Giovanni Acerbi, intendente dei Mille di Garibaldi), Luigi era figlio di Flaviano Mario ed entrò nell'Accademia militare di Modena dove intraprese la carriera militare, conseguendo il grado di capitano del Genio.
Fu impegnato nella guerra di Abissinia a Massaua e fu addetto al quartier generale di Oreste Baratieri quando si combatté la battaglia di Adua, dove morì.
Al capitano Luigi Acerbi fu conferita postuma la medaglia di bronzo al Valor Militare.